# سين كاشيد
سين كاشيد هو ملك مدينة أوروك القديمة في بلاد ما بين النهرين خلال النصف الأول من القرن الثامن عشر قبل الميلاد. تاريخه الدقيق غير مؤكد، ربما من 1803-1770 قبل الميلاد (التسلسل الزمني القصير) الموافق 1865–1833 ق.م (التسلسل الزمني الأوسط)، ولكن من المحتمل أن يكون طويلاً إلى حدٍ ما بسبب النقوش الضخمة للمباني الموجودة والتي اشتهرت ومعاصرة مع نور أداد لارسا (1801-1785 قبل الميلاد) وإنليل باني من إيسين (حوالي 1798-1775 قبل الميلاد). وقد أدى افتقاره الواضح للعلاقة مع أي من حكام أوروك السابقين وإغفاله بذكر والده في أي من نقوشه إلى الاعتقاد بأنه كان مؤسس سلالة. شارك في زواج دبلوماسي مع Šallurtum، ابنة سومولائيل (حوالي 1817-1781 قبل الميلاد)، وهو الملك الثاني من الأسرة البابلية الأولى، حيث ظهر اسمها وعناوينها في انطباعات ختم ثلاث فقاعات من الطين من بقايا قصره.

## سيرة ذاتية
يبدو أن سان كاشيد بدأ في منصب نائب حاكم مدينة ديرم، وهي بلدة صغيرة تقع بالقرب من الوركاء، وهي مدينة كانت في البداية تحت ورثة ملوك إيسن. لقد كان المستفيد من أعمال البناء التي قام بها تخليداً لقيامه ببناء معبد، Eniḫušil، «المنزل الذي يحمل روعة المخيفة،» لأحد الآلهة الوصاية، لوكال يرا، وEmeslam للآخر، ميسلامتيا. وأصبحت رسالته إلى الإله مسلامتي رسالة جميلة في العصور المتأخرة، استخدمت في تعليم الرواية.
لقد نجح في القضاء على مدينة أوروك بعيداً عن هيمنة لارسا، وأسس بذلك سلالة من 50 عاماً. كان يشترك في علاقات الأنساب مع بابل، حيث كان ينتمي إلى نفس النسب الملكي لقبيلة Amnānum، وهو ادعاء متكرر في كتاباته بعنوان «ملك العمامين»، وتزوج من ابنة ملك بابل الثاني لتعزيز هذه الروابط كذلك.

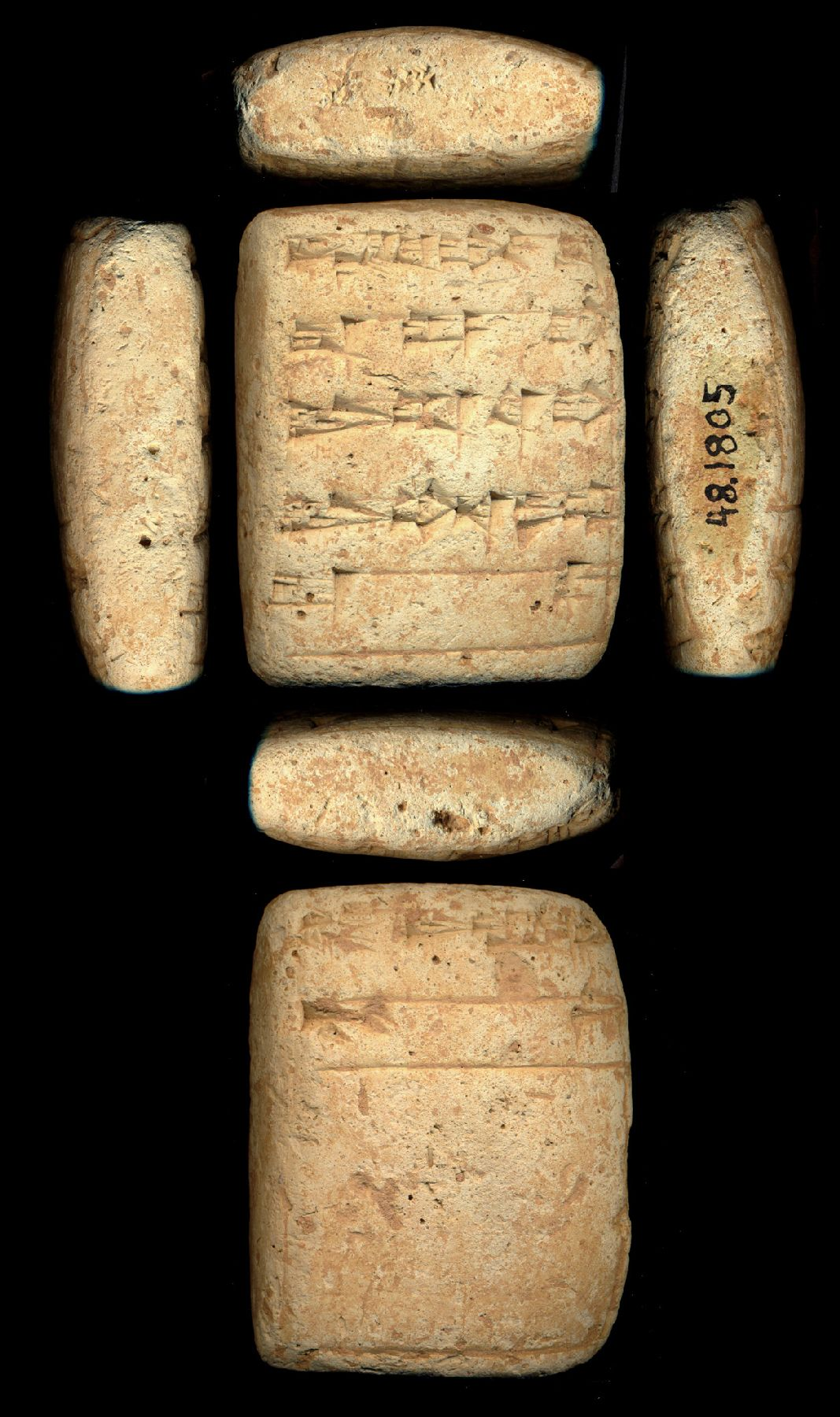
كتابة مسمارية مكتوب عليه تفاني سين كاشيد، من متحف والترز، بالتيمور.

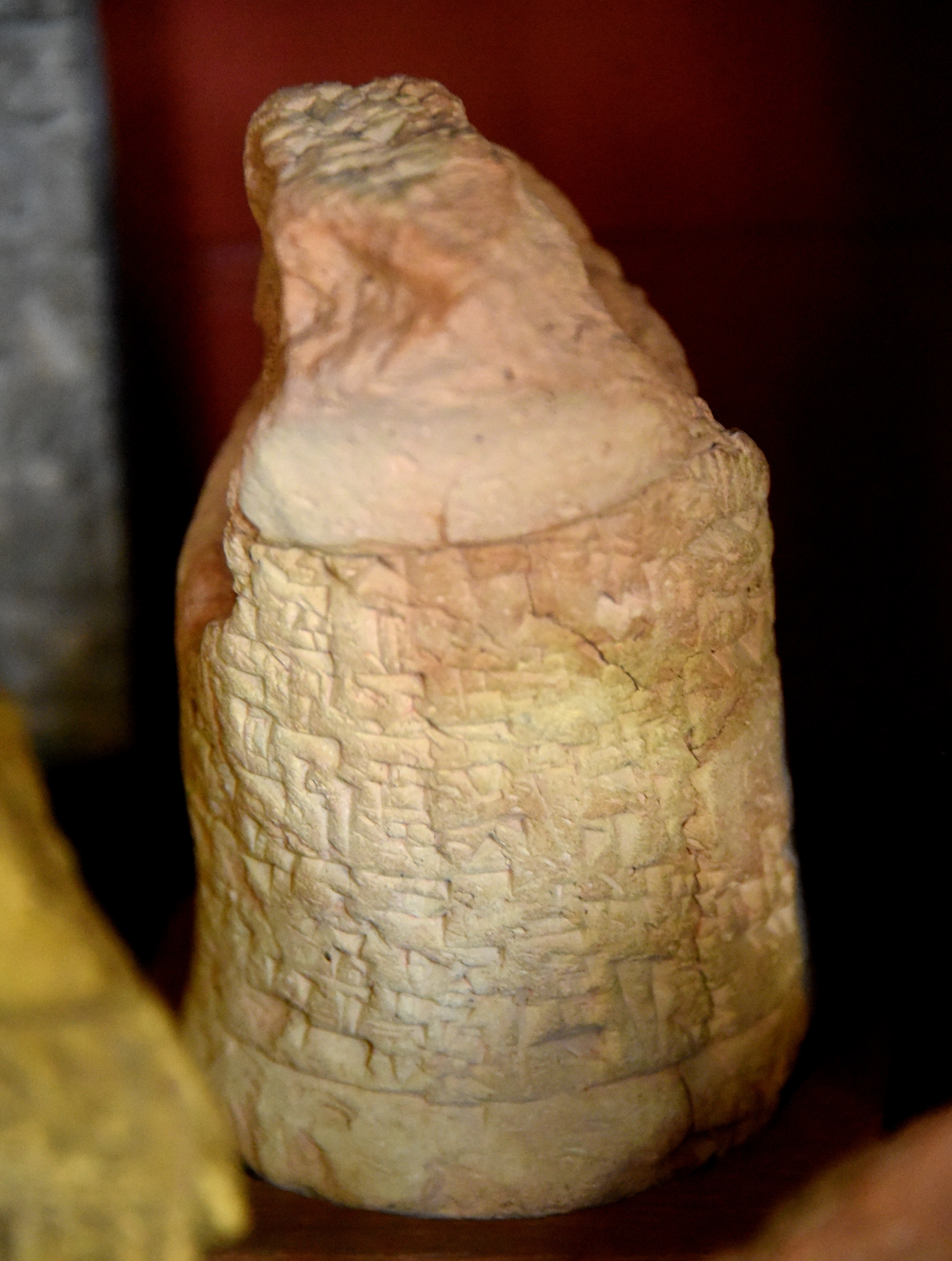
مخروط تنقيعي مكتوب عليه اسم سين-كاشيد، القرن الثامن عشر قبل الميلاد، من أوروك، الموجود حالياً في المتحف البريطاني.